# 로이스 링

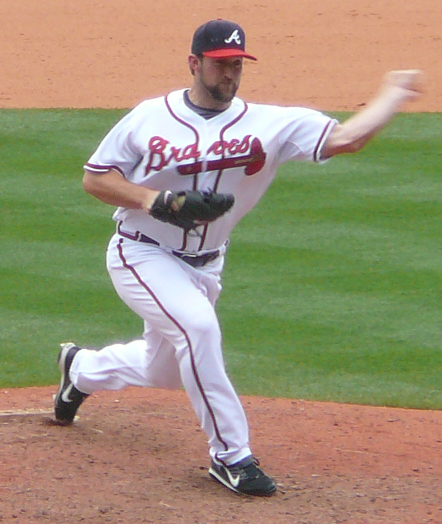

로저 로이스 링(Roger Royce Ring, 1980년 12월 21일 ~ )은 미국의 전 야구 선수이다.

## 선수 시절

### 미국 프로야구 시절
2002년에 시카고 화이트삭스에 입단하였다.

### 미국 독립야구 시절
2013년에 롱 아일랜드 덕스에 입단하였다.

## 야구선수 은퇴 후
2014년부터 뉴욕 메츠 산하 마이너 팀의 투수코치로 활동했으며 2022년 롯데 자이언츠 피칭 코디네이터로 부임했으나 리키 마인홀드 1군 투수코치가 시즌 도중 팀을 떠나자 임경완 1군 불펜코치가 투수코치직을 넘겨받으면서 불펜코치로 보직 변경했지만  이 해를 마지막으로   팀을 떠났다.
1. ↑  김지수 (2022년 6월 16일). “롯데, 임경완 코치 불펜→메인 승격...마인홀드 가족 문제로 팀 떠난다”. 엑스포츠뉴스. 2023년 4월 5일에 확인함.
2. ↑  이형석 (2022년 11월 10일). “서튼 계약 마지막 해, 롯데 외국인 코치 0명…어떤 의미일까?”. 일간스포츠. 2023년 4월 5일에 확인함.